# Oderljunga socken
Oderljunga socken i Skåne ingick i Norra Åsbo härad och området ingår sedan 1971 i Perstorps kommun, från 2016 inom Perstorps distrikt.
Socknens areal är 109,80 kvadratkilometer varav 108,21 land. År 1951 fanns här 1 482 invånare. Kyrkbyn Oderljunga med sockenkyrkan Oderljunga kyrka ligger i socknen.

## Administrativ historik
Socknen har medeltida ursprung.
Vid kommunreformen 1862 övergick socknens ansvar för de kyrkliga frågorna till Oderljunga församling och för de borgerliga frågorna bildades Oderljunga landskommun. Landskommunen uppgick 1952 i Perstorps köping som ombildades 1971 till Perstorps kommun. Församlingen uppgick 1971 i Perstorps församling.
1 januari 2016 inrättades distriktet Perstorp, med samma omfattning som Perstorps församling hade 1999/2000 och fick 1971, och vari detta sockenområde ingår.
Socknen har tillhört län, fögderier, tingslag och domsagor enligt vad som beskrivs i artikeln Norra Åsbo härad. De indelta soldaterna tillhörde Norra skånska infanteriregementet, Norra Åsbo kompani och Skånska husarregementet, Kollaberga skvadron, Överstelöjtnantens kompani.

## Geografi
Oderljunga socken ligger närmast norr om Perstorp. Socknen är en småkuperad skogsbygd med inslag av odlingsbygd. I socknen finns en speciell "altarsten", enligt sägnen använd under snapphanetiden.

## Fornlämningar
En fyrsidig stenmur finns.

## Namnet
Namnet skrevs 1524 Oderliunge och kommer från kyrkbyn. Efterleden är ljubng, 'ljunghed'. Förleden är ett äldre namn på Bäljane å, Otra, en bildning till otär, 'utter'.